# Château-ferme de Brieulles-sur-Bar
Le château-ferme de Brieulles-sur-Bar est un château-ferme situé à Brieulles-sur-Bar, en France.

## Description
Cet édifice est caractérisé par une façade sobre, en moellons, encadrée par deux tourelles polygonales, en pierres apparaillées, placées en encorbellement sur des moulures et coiffées de toits pittoresques. La pierre utilisée est une pierre du pays, une pierre jaune d'Authe.
Les fenêtres ont été agrandies.
Deux portails et une porte basse, surmontée d'une bretèche, donnent accès à la cour, intéressante avec sa suite d'arcades ornées de clés sculptées. Le portail donnant directement sur la route est en anse de panier, encadrée de pierres à refend et vermiculées. L'autre portail donne sur une légère rampe ouvrant sur un chemin rejoignant la route un peu plus loin.

## Localisation
Le château-ferme est situé en sortie de la commune de Brieulles-sur-Bar, dans le département français des Ardennes, sur la route menant à la vallée de la Bar.

## Historique
Louis Leroy indique que l'abbaye Notre-Dame de Landèves possédait une ferme à Brieulles-sur-Bar, soit près de 92 arpents. Sur un document datant du 10 octobre 1578, on peut lire aussi : "...Suivant la bonne voulenté et don gratuitte que Monseigneur le duc de Nevers et comte de Rethellois a faict et accordé à ses bourgeois, manans et habitans du bourg de Brieulles- sur-Bar, pour les ayder a fortiffier et fermer pour la seureté de leurs personnes et biens ; à quoi ils ont ordinnairement travaillez.... et, oultre ce, vingt-cinq chesnes pour être employès à faire les combles des portes, tourelles, pont-levys dudict Brieulles...". Rien ne garantit que la ferme ou les travaux cités concernent ce bâtiment.
Le château semble au XVIIe siècle le siège du fief des Tournelles, propriété des Collart.
Vendu en 1914, il est transformé en exploitation agricole.
En 1945, l'édifice est inscrit au titre des monuments historiques.